# Serres mod-C-Theorie
In der Mathematik ist Serres mod-C-Theorie ein Konzept der Homotopietheorie, demzufolge sich manche Sätze der algebraischen Topologie modulo Klassen abelscher Gruppen formulieren lassen.
Sei {\displaystyle {\mathcal {C}}} eine Klasse abelscher Gruppen mit der Eigenschaft, dass für Gruppen in einer exakten Sequenz {\displaystyle 0\to A\to B\to C\to 0} aus {\displaystyle A\in {\mathcal {C}}} und {\displaystyle C\in {\mathcal {C}}} auch {\displaystyle B\in {\mathcal {C}}} folgt.
Weiterhin folge aus {\displaystyle A\in {\mathcal {C}}} stets {\displaystyle A\otimes B\in {\mathcal {C}}} für beliebige {\displaystyle B}, und aus {\displaystyle A\in {\mathcal {C}}} folge {\displaystyle H_{i}(A)\in {\mathcal {C}}} für alle {\displaystyle i>0}.
Ein Homomorphismus zwischen abelschen Gruppen {\displaystyle f\colon A\to B} heißt {\displaystyle {\mathcal {C}}}-injektiv, wenn sein Kern zu {\displaystyle {\mathcal {C}}} gehört, und {\displaystyle {\mathcal {C}}}-surjektiv, wenn sein Kokern zu {\displaystyle {\mathcal {C}}} gehört. Er heißt ein {\displaystyle {\mathcal {C}}}-Isomorphismus, wenn er {\displaystyle {\mathcal {C}}}-injektiv und {\displaystyle {\mathcal {C}}}-surjektiv ist.
Der von Serre bewiesene „Satz von Hurewicz mod {\displaystyle {\mathcal {C}}}“ besagt: Für einen Raum {\displaystyle X} mit {\displaystyle \pi _{0}X=\pi _{1}X=0} und {\displaystyle \pi _{i}X\in {\mathcal {C}}} für alle {\displaystyle i<n} ist {\displaystyle H_{i}(X)\in {\mathcal {C}}} für {\displaystyle 0<i<n} und {\displaystyle \pi _{n}X\to H_{n}(X)} ist ein {\displaystyle {\mathcal {C}}}-Isomorphismus. Für {\displaystyle {\mathcal {C}}=\left\{0\right\}} erhält man das Satz von Hurewicz.
Der von Serre bewiesene „Satz von Whitehead mod {\displaystyle {\mathcal {C}}}“ besagt: Für Räume {\displaystyle X,Y} mit {\displaystyle \pi _{0}X=\pi _{0}Y=0,\pi _{1}X=\pi _{1}Y=0} und eine Abbildung {\displaystyle f\colon X\to Y}, so dass {\displaystyle f_{*}\colon \pi _{2}X\to \pi _{2}Y} {\displaystyle {\mathcal {C}}}-surjektiv ist, sind für eine natürliche Zahl {\displaystyle n} die folgenden Bedingungen äquivalent:
- {\displaystyle f_{*}\colon H_{i}(X)\to H_{i}(Y)} ist ein {\displaystyle {\mathcal {C}}}-Isomorphismus für {\displaystyle i<n} und {\displaystyle {\mathcal {C}}}-surjektiv für {\displaystyle i=n},
- {\displaystyle f_{*}\colon \pi _{i}X\to \pi _{i}Y} ist ein {\displaystyle {\mathcal {C}}}-Isomorphismus für {\displaystyle i<n} und {\displaystyle {\mathcal {C}}}-surjektiv für {\displaystyle i=n}.

Für {\displaystyle {\mathcal {C}}=\left\{0\right\}} erhält man einen Satz von Whitehead.